# Dschubba
Dschubba (δ Scorpii / δ Sco / 7 Scorpii) es una estrella variable en la constelación de Scorpius. Su nombre probablemente proviene del árabe Al Jabhah (‘la frente’) por su posición en el cuerpo del escorpión. En el Catálogo de Palermo figuraba con el nombre de Iclarkrav. Se encuentra a 402 años luz del sistema solar.
Dschubba es un sistema estelar con cuatro componentes. La componente principal es una estrella azul de tipo espectral B0 cuya luminosidad —incluida la radiación emitida en el ultravioleta— es 14 000 veces superior a la del Sol. Con una velocidad de rotación de al menos 181 km/s —90 veces más alta que la del Sol—, es cinco veces más grande que nuestra estrella. La estrella ha sufrido un brusco cambio; en el año 2000 empezó aumentar de brillo —de magnitud aparente +2.32 llegó a alcanzar casi primera magnitud— al transformarse en una estrella Be rodeada por un disco circunestelar. En 2008 su magnitud era +2.1, 0.2 magnitudes por encima de su brillo habitual.
La estrella principal está acompañada por una estrella más fría también de tipo B, diez veces menos luminosa que su compañera. Separadas ~ 0.4 au, el período orbital de esta binaria es de sólo veinte días. Una tercera estrella, cuya luminosidad es 2/3 de la de la componente principal, se halla a una distancia mínima de esta igual a la que separa Saturno del Sol. Por último, la cuarta componente se halla al menos a 19 au del par interior. Se piensa que todas ellas pueden estar en la secuencia principal, aunque la más brillante puede haber alcanzado la fase de subgigante. Todas son estrellas masivas con masas comprendidas entre 6 y 12 masas solares.